# شوک عرضه
شوک عرضه (به انگلیسی: Supply shock) رویدادی است که ناگهان باعث افزایش یا کاهش عرضه ی کالاها یا خدمات می‌شود. این تغییر ناگهانی بر تعادل قیمت کالاها یا خدمات یا سطح عمومی قیمت‌های اقتصاد تأثیر می‌گذارد.
در کوتاه مدت، شوک منفی در کل اقتصاد، منحنی عرضه کل را به سمت چپ تغییر داده و باعث کاهش مقدار محصولات تولید شده و افزایش سطح قیمت‌ها خواهد شد. به عنوان مثال، تحمیل تحریم تجارت نفت باعث ایجاد شوک نامطلوب در عرضه خواهد شد، زیرا نفت عامل اصلی تولید انواع مختلفی از کالاها است. شوک عرضه می‌تواند باعث رکود تورمی که ترکیبی از افزایش قیمت و کاهش تولید است بشود.
در کوتاه مدت، یک شوک مثبت در کل اقتصاد، منحنی عرضه کل را به سمت راست منتقل می‌کند، تولید را افزایش و سطح قیمت‌ها را کاهش می‌دهد. شوک عرضه مثبت می‌تواند در اثر پیشرفتی در فن آوری باشد (شوک فن آوری) که باعث می‌شود تولید کارآمدتر شود، بنابراین مقدار محصولات تولید شده را افزایش می‌دهد.

## تحلیل تکنیکال

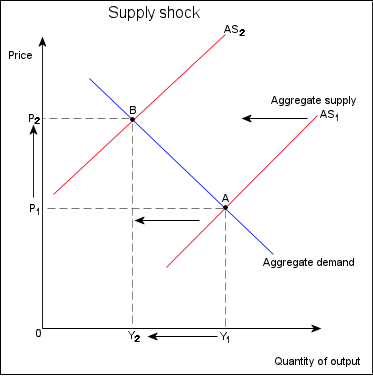
شوک منفی عرضه

نمودار سمت راست نشان دهنده شوک منفی عرضه است؛ تعادل اولیه در نقطه A است و مقدار محصولات تولید شده به اندازهY1 در سطح قیمت P1 است. هنگامی که شوک عرضه اتفاق می‌افتد تأثیر منفی بر عرضه کل می‌گذارد: منحنی عرضه به سمت چپ (از AS1 به AS2) منتقل می‌شود، در حالی که منحنی تقاضا در همان موقعیت باقی می‌ماند. تقاطع منحنی‌های عرضه و تقاضا تغییر می‌کند و تعادل اکنون نقطه B است. مقدار محصول تولید شده به Y2 کاهش یافته در حالی که سطح قیمت به P2 افزایش یافته است.
شیب منحنی تقاضا تعیین می‌کند زمانی که شوک اتفاق می‌افتد چه میزان قیمت و میزان تولید تغییر می‌کند. هرچه کشش تقاضا کم‌تر باشد (و از این رو شیب منحنی تقاضای تندتر) باعث می‌شود تأثیر بیشتری بر سطح قیمت و اثر کمتری بر کمیت داشته باشد.